# Feld (Gemeinde Matrei in Osttirol)
Feld ist eine Fraktion der Gemeinde Matrei in Osttirol. Die Ortschaft liegt im Iseltal und hat 48 Einwohner (Stand 1. Jänner 2024).

## Geographie
Feld befindet sich rund 5 Kilometer südlich des Ortszentrums des Markts Matrei in Osttirol. Die Ortschaft gehört zur Katastralgemeinde Matrei in Osttirol Land und liegt in einer Höhe von 926 Metern. In nächster Nähe befinden sich die Fraktionen Klausen im Norden, Mattersberg im Osten und Moos im Süden. Der Ortskern liegt nahe der Mündung des Mellitzbachs in die Isel und umfasst neben der Kernsiedlung mit der Kapelle auch einige Häuser südlich davon. Erreichbar ist Feld über eine Straße, die im Bereich der Mündung des Mellitzbachs von der Felbertauern Straße abzweigt. Zudem ist Feld über eine Straße durch den Klausenwald von Norden an Klausen angebunden, nach Süden führt des Weiteren eine Straße nach Mattersberg und Huben.

## Bauwerke

### Kapelle zu Allen Heiligen

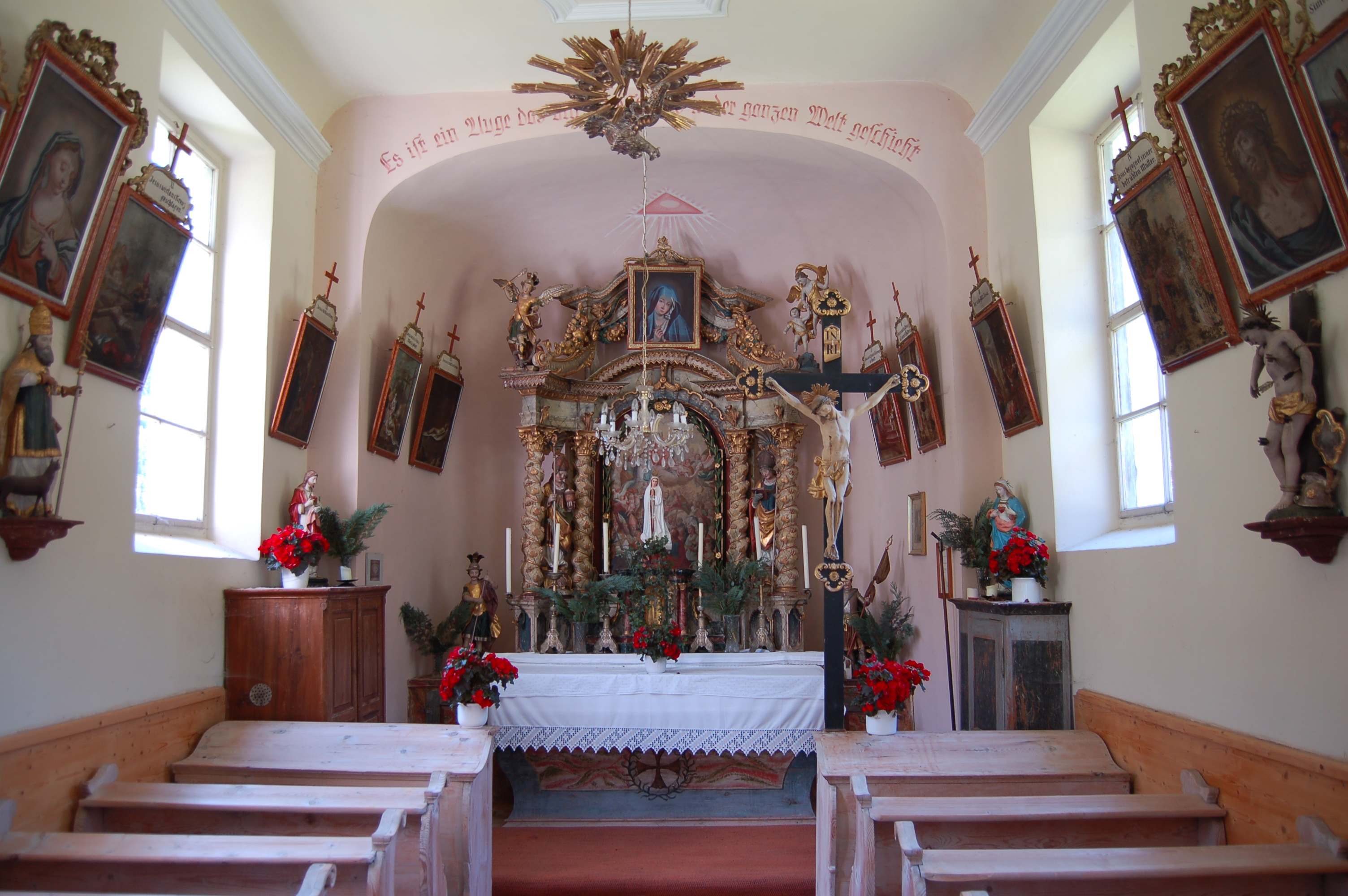
Der Innenraum der Kapelle

Die „Kapelle zu Allen Heiligen“, auch „Feldner Kirchl“ genannt, geht auf einen Vorgängerbau aus dem 18. Jahrhundert zurück, der 1801 erneuert und am 29. September 1801 vom Matreier Prodekan Georg Brandstätter geweiht wurde. Der große, barocke Bau verfügt dabei über einen markanten Fassadenturm und ein qualitätsvolles Inventar.
Die Kapelle besitzt einen rechteckigen Grundriss mit jeweils zwei großen Rechteckfenstern in den Längswänden, wobei eingangsseitig der Kapellenturm mit einer mächtigen Zwiebelhaube vorangestellt wurde. Der Eingang führt durch den Turm in den Kapellenraum, wobei über dem schlichten Rechteckportal die Inschrift „ANNO 1734“ angebracht wurde. Der Turm selbst verfügt zudem über abgeschrägte Ecken, die Hohlkehlen sowie Portal- und Fensterlaibungen wurden mit weißer Putzrahmung ausgeführt. Das flache Satteldach über dem Kapellraum verfügt ebenso wie das Turmdach über eine Schindeleindeckung, die Zwiebelhaube ist von Kugel, Kreuz und Wetterhahn gekrönt.
Der Innenraum wurde stark durchlichtet und mit einer flachen Tonnenwölbung über Profilgesims ausgeführt. Zudem verfügt der Innenraum über einen geschweiften, von Stuckrahmen eingefassten Spiegel. Der barocke Altar stammt aus der ersten Hälfte des 18. Jahrhunderts, wurde aus Holz gefertigt und besitzt neben einer blau-grünen Marmorfassung auch vergoldete Ornamentteile. Der Aufbau des Altars ist von gedrehten, von Weinranken umrankten Doppelsäulen geprägt, die ein vorschwingendes Gebälk und einen reich geschmückten Volutenauszug mit Festons und Girlanden tragen. Zwischen den Doppelsäulen befinden sich zudem zwei spätgotische Figuren aus der Zeit um 1515, die links den heiligen Rupert und rechts den heiligen Virgil darstellen, während das Altarbild in Öl auf Leinwand Alle Heiligen vor der Dreifaltigkeit zeigt. Die Heiligenfiguren stammen dabei möglicherweise aus der ehemaligen Pfarrkirche in Matrei. Flankiert wird der Altar zudem von Figuren des heiligen Chrysanth und des heiligen Florian, während über dem Auszug der Erzengel Michael und eine Schutzengelgruppe thronen. Weitere Inneneinrichtungen sind das hölzerne Gestühl mit geschwungenen Wangen, spätbarocke Kreuzwegbilder aus dem Jahr 1796 von Johann Renzler sowie weitere Bilder und ein Vortragskreuz.

### Volksschule Feld
Neben der Volksschule im Markt Matrei befanden sich in vier der umliegenden Rotten eigene Volksschulen. Dabei war die Volksschule in Feld die älteste. Bereits 1796 wurde „Unterm Klausenwald“ eine Stube für den Unterricht angemietet, den 40 Kinder aus Feld, Mattersberg, Huben-Moos und Klausen besuchten. 1820 besuchten bereits 71 Kinder die Volksschule in Feld, wobei nur 59 von ihnen auch schulpflichtig waren. Auf Grund des großen Andrangs begannen 1839 Verhandlungen über die Errichtung einer eigenen Schule, wobei sich Feld, Mattersberg, Huben und Moos, die damals 50 Haushalte beherbergten, schließlich auf einen Neubau einigten. 1842 konnte der eingeschoßige Holzbau bezogen werden und bot 60 Kindern Platz. Noch 1856 wurde das Schulhaus in einem Inspektionsbericht als bestes Schulhaus im hinteren Iseltal bewertet. In der Folge schwankten die Schülerzahlen stark, 1857 besuchten 37 Schüler die Felder Volksschule, später stiegen die Schülerzahlen bis auf 90 Kinder an.
Nachdem die Felder Volksschule am 9. August 1932 abgebrannt war, wurde eine provisorische Schule in der Stube des Hofes Unterholzer eingerichtet. In kürzester Zeit wurde die Volksschule wiedererrichtet und im Obergeschoß mit einer Dienstwohnung versehen. Nach der Errichtung der Volksschulen in Huben 1921 sanken die Schülerzahlen immer mehr ab. 1971 wurde die Volksschule in Feld schließlich geschlossen.